# 井上健 (サッカー選手)
井上 健（いのうえ たけし、1928年9月30日 - 1992年4月5日）は日本のサッカー選手、日本サッカーリーグ(JSL)第3代総務主事。
ポジションは主にハーフバック（現在のミッドフィールダー）。正確なボールコントロールとキックを持ち味とした。守備だけでなく攻撃も得意で、時にはインナーフォワード（現在の攻撃的MFに相当）としてもプレーした。

## 経歴
1928年、兵庫県西宮市に生まれる。1947年春に兵庫県立第一神戸中学校 (現：兵庫県立神戸高等学校) を卒業。大学は一旦は医科大学に進学するも、サッカーをやりたい一心で関西学院大学に入りなおした。サッカー部のチームメイトには長沼健、平木隆三らがいる。卒業後、1952年から1960年までは新三菱重工でプレーし、1956年の都市対抗選手権準優勝などの成績を残す。
日本代表としても1953年から1954年までプレーし、1954 FIFAワールドカップ・予選の1954年3月7日の韓国戦の1試合目で国際Aマッチ1キャップを記録した。また、1953年には西ドイツのドルトムントで開催された国際学生スポーツ週間（ユニバーシアードの前身）の日本代表に選ばれた。この代表は後年に関係者が「戦後第一期サッカー士官学校生」と言い表したように、単に試合をするだけではなく、将来の日本サッカー界を担う人材にヨーロッパで見聞を広めさせることも目的としていた。
引退後はしばらくサッカー界から離れていたが、1972年から1976年までJSL第3代総務主事、1974年から1983年まで日本サッカー協会理事を務めた。
1992年に死去、享年64歳。

## 所属クラブ
- 兵庫県立第一神戸中学校 (現：兵庫県立神戸高等学校)  -1947
- 関西学院大学 1948-1951
- 新三菱重工業 1952-1960

## 代表歴

### 出場大会
- 1954 FIFAワールドカップ・予選

### 試合数
- 国際Aマッチ 1試合 0得点(1954)[2]

| 日本代表 | 国際Aマッチ | 国際Aマッチ | その他 | その他 | 期間通算 | 期間通算 |
| 年       | 出場        | 得点        | 出場   | 得点   | 出場     | 得点     |
| -------- | ----------- | ----------- | ------ | ------ | -------- | -------- |
| 1953     | 0           | 0           | 1      | 0      | 1        | 0        |
| 1954     | 1           | 0           | 0      | 0      | 1        | 0        |
| 通算     | 1           | 0           | 1      | 0      | 2        | 0        |

### 出場
| No. | 開催日         | 開催都市 | スタジアム         | 対戦相手 | 結果 | 監督     | 大会               |
| --- | -------------- | -------- | ------------------ | -------- | ---- | -------- | ------------------ |
| 1.  | 1954年03月07日 | 東京都   | 明治神宮外苑競技場 | 韓国     | ●1-5 | 竹腰重丸 | ワールドカップ予選 |